# Bischierig
De term bischierig of bisgierig, of de Engelse term bi-curious, slaat op mensen met een hetero- of homoseksuele identiteit die nieuwsgierig zijn naar een relatie of seksuele activiteit met een persoon van het geslacht waarop ze zich nog niet erg gericht hebben. Mensen die bischierig zijn, willen zich bewust (nog) niet plaatsen onder het begrip biseksueel. De term wordt soms gebruikt om het continuüm van hetero- naar homoseksueel te beschrijven. Het gaat dan vaak om mensen die zichzelf beschouwen als "meestal heteroseksueel" of "meestal homoseksueel". De termen heteroflexibel en homoflexibel vallen onder het begrip bischierig.
De term bischierig impliceert dat de betreffende heteroseksuele persoon niet of nauwelijks ervaring heeft met homoseksualiteit, of dat de homoseksuele persoon niet of nauwelijks ervaring heeft met heteroseksualiteit. Het kan zijn dat iemand zich als bischierig blijft identificeren, zolang deze zijn of haar gevoelens nog onvoldoende heeft verkend. Ook kan het zijn dat men zich niet wil identificeren met biseksualiteit.
 Portaal LHBT